# Manuel Pereira da Silva Ubatuba
Manuel Pereira da Silva Ubatuba (Porto Alegre, 1822 — 1875) foi um médico sanitarista, político, comerciante e intelectual brasileiro.
Filho de Manuel Pereira da Silva, comerciante natural de Ubatuba radicado em Porto Alegre com um armazém na Praça da Alfândega, casou com Clara Mercedes Pereira e gerou descendência. "Nome muito conhecido na política, na saúde pública e na indústria, e que com distinção tem sido transmitido e conhecido no estudo das letras e do magistério", doutorou-se na Escola de Medicina do Rio de Janeiro em 1845, com a tese intitulada Algumas considerações sobre a Educação Física, que segundo Dirceu Gama é o trabalho pioneiro em todo o Brasil na área dos estudos acadêmicos sobre a Educação Física.
Voltando ao Rio Grande do Sul, atuou como vacinador em Jaguarão em 1849; em 1851 foi nomeado presidente da Comissão de Higiene e Propagação da Vacina da Província; no mesmo ano era membro de uma comissão em Rio Grande para inspeção de presídios e hospitais, em 1855, quando ainda presidia a Comissão de Higiene, o relatório do presidente da Província lhe teceu elogios pelo trabalho de organização do serviço sanitário em Rio Grande, com especial atenção à supervisão do leprosário e à fiscalização dos navios e passageiros que chegavam ao porto. Em 1867 era o titular da Inspetoria Geral da Saúde Pública da Província.
Eleito deputado para a Assembleia Provincial, segundo Maria Antonieta Antonacci, foi um dos legisladores mais preocupados com os problemas econômicos do Rio Grande do Sul, além de interessar-se pelas questões da escravidão e colonização. Foi o autor da proposta de elevação da antiga vila do Espírito Santo de Jaguarão à categoria de cidade.
Desempenhou uma significativa atividade intelectual em meados do século XIX. Foi o principal fundador do Instituto Histórico e Geográfico Rio-Grandense em 1853, instituição precursora do Instituto Histórico e Geográfico do Rio Grande do Sul, membro correspondente do IHGB, para o qual escreveu diversos textos, e um dos fundadores do Partenon Literário, membro da sua Diretoria Provisória em 1868 e depois membro da Comissão de Estatutos e da Comissão Editorial da Revista Mensal.
Foi também fiscal do Banco da Província, louvado pela sua competência, comerciante de charque e criador de um "extrato de carne", um tipo de carne em conserva, sobre o qual obteve monopólio de fabricação. Instalou uma empresa para tal em Guaíba por volta de 1864, e seu produto se tornou um importante item de exportação do estado, valendo-lhe a Ordem de Cristo no grau de cavaleiro e prêmios em exposições nacionais de 1866 e 1873, na Exposição Industrial de Londres de 1870 e na Exposição Universal de Viena em 1873. Participou da diretoria da Exposição Provincial de produtos agrícolas, industriais e artísticos em 1866.